# No Surrender (piosenka)
"No Surrender" – piosenka Bruce’a Springsteena, pochodząca z jego wydanego w 1984 roku albumu Born in the U.S.A. Pojawiła się ona na płycie w wyniku próśb Stevena Vana Zandta, jednak od tego czasu stała się podstawą koncertową artysty. W 2004 roku utwór stał się znany na świecie, kiedy John Kerry, kandydat Demokratów w wyborach prezydenckich w Stanach Zjednoczonych, a także fan Springsteena, wykorzystał go jako przewodni utwór swojej kampanii. Mimo iż "No Surrender" nie została wydana jako singel, uplasowała się na pozycji 40. Mainstream Rock Tracks.

## Wykonania koncertowe
"No Surrender" wykonywana była często podczas koncertów Springsteena w ramach Born in the U.S.A. Tour. Z kolei podczas następnych tras artysty, Reunion Tour, The Rising Tour, a także jeszcze późniejszych, w tym Magic Tour, utwór grany był okazjonalnie.